# VSBfonds
De stichting VSBfonds is een Nederlandse goede-doelenorganisatie die culturele en maatschappelijke initiatieven ondersteunt. 
Het VSBfonds is voortgekomen uit de VSB Bank. In de negentiende eeuw werden door de Maatschappij tot Nut van 't Algemeen in Nederland Nutsspaarbanken opgericht, de latere VSB Bank. Het behalen van winst was voor deze banken niet het hoofddoel. In 1990 fuseerde de VSB Bank met Amev, en de eigenaar Stichting VSB kreeg een omvangrijk aandelenbelang in een concern dat later Fortis zou gaan heten. De Stichting VSB werd omgedoopt in Stichting VSBfonds en zij gebruikt het dividend op haar aandelenbelang om culturele activiteiten in Nederland te ondersteunen.
De Stichting VSB Vermogensfonds is eind 2007 ontstaan door een splitsing van Stichting VSBfonds. VSB Vermogensfonds bezit en beheert het fondsvermogen van waaruit VSBfonds uitkeringen doet voor het verwezenlijken van de maatschappelijke doelstellingen. Het Vermogensfonds had 52 miljoen aandelen Fortis (2% van de uitstaande aandelen), maar begin 2009 heeft men zijn laatste aandelen Fortis verkocht. Door de koersval in 2008 is de totale waarde van het bezit van het fonds gedaald van ongeveer 2 miljard naar 900 miljoen euro. Het fonds heeft daarom het jaarlijkse budget voor donaties aan het VSBfonds verlaagd van € 60 miljoen tot € 30 miljoen. Na aftrek van  organisatiekosten heeft VSBfonds een jaarlijks donatiebudget van € 26 miljoen beschikbaar.
De maatschappelijke initiatieven worden ingedeeld in de twee categorieën "Mens & Maatschappij" en "Kunst & Cultuur.  Het hoofdkantoor is gevestigd in Utrecht.